# نبیل بعلبکی
نبیل بعلبکی (عربی: نبيل علي بعلبكي؛ زادهٔ ۲۷ مهٔ ۱۹۷۸) بازیکن سابق و مربی فوتبال اهل لبنان است.
از باشگاه‌هایی که در آن بازی کرده‌است می‌توان به باشگاه ورزشی المجد و باشگاه فوتبال الانصار لبنان اشاره کرد.
وی همچنین در تیم ملی فوتبال لبنان بازی کرده‌است.